# Enrique Canales
Enrique Canales Santos (Monterrey, Nuevo León, México; 27 de octubre de 1936 - ib.; 19 de junio de 2007) fue un tecnólogo, editorialista, analista político y pintor mexicano.

## Estudios y vida profesional
Canales fue ingeniero mecánico administrador por el Instituto Tecnológico de Estudios Superiores de Monterrey y doctor, con especialidad en tecnología, por la Universidad de Houston. Canales se presentaba como tecnólogo, escritor y pintor. Su obra pictórica y plástica fue presentada en numerosos museos y galerías como: Museo del Vidrio de Monterrey, Arte Actual Mexicano de Monterrey, Museo de Monterrey, Galería de Arte Mexicano, Museo Tamayo Arte Contemporáneo, Museo Chapultepec, Museo José Luis Cuevas (estos tres de la Cd. de México), Galería Quetzalli en Oaxaca, el Museo Amparo de Puebla (que cuenta con una amplia colección de Canales) y Museo de Arte Contemporáneo de Monterrey, entre otros, además expuso en Bogotá y París. Canales también desarrolló obra plástica en vidrio y arcilla. 
Tuvo largas estancias en Brasil y Estados Unidos; en sus viajes encontró, la diversidad que proyectó en su arte plástico, el cual inició de manera formal a sus 45 años de edad, sin haber hecho estudios formales, tras un largo proceso de experimentación y aprendizaje autodidacta. En la Escuela Superior de Música y Danza de Monterrey se encuentran cinco vitrales de sus más bellas obras en vidrio. Se le considera el artista del color y la rebeldía.
Canales Santos también fue director y consultor en las principales empresas regiomontanas, principalmente en el desarrollo de tecnología.
Además de escribir columnas editoriales en los diarios del Grupo Reforma (El Norte, Reforma, Mural), colaboró con el periódico El Porvenir de Monterrey, México. Como editorialista desarrolló temas de crítica social, ciencia y tecnología. Tenía una cápsula en TV Azteca Noreste.
Una faceta poco conocida, fue su huella y gran legado que dejó en decenas de empresas en León Guanajuato, producto de innumerables viajes en los que impartía conferencias a empresarios y asesorías a empresas de la región. Fregarse bonito, entró en el léxico de muchos empresarios y sus colaboradores 

## Premios y distinciones
El 29 de mayo de 2007, el artista regiomontano recibió el Premio Cristal 2007, otorgado por el Museo del Vidrio en el marco de la celebración del XV aniversario como espacio cultural en Monterrey, México por su obra desarrollada en vidrio.
Fue distinguido con la Medalla al Mérito Cívico "Presea Estado de Nuevo León" en el rubro de arte en mayo de 2007.